# اس‌ام یو-۱۰ (آلمان)
اس‌ام یو-۱۰ (آلمان) (به انگلیسی: SM U-10 (Germany)) یک زیردریایی بود که طول آن ۵۷٫۳۸ متر (۱۸۸٫۳ فوت) بود. این زیردریایی در سال ۱۹۱۱ ساخته شد.